# Amerikavej
Amerikavej er en gade på Vesterbro i København.
Vejen blev bygget af den amerikanske konsul John Murray Forbes som sidegade til Vesterbrogade. Vejen gik forbi hans lystejendom "Amerika" ned til hans vindmølle som blev kendt som Amerikamøllen. Vejen fik sit navn i 1863 men var allerede udlagt som privat gade i 1854. Møllen blev bygget i 1814 som amerikanermølle og brændte ned i 1849. Blev bygget op igen i 1850 som hollændermølle. Møllen blev revet ned i 1882 og selve møllehuset blev ombygget til Kjøbenhavns Arbejderhjem "Nain" i 1884. Før møllen lå den murede galge på samme adresse, Amerikavej 24, for enden af Amerikavej. I dag findes som musikhuset VEGA på denne grund. 
Galgen, som oprindelig lå lige udenfor Vesterport, blev flyttet til området ved Amerikavej i 1622 og lå her helt til 1792. Det var her Johan Friedrich Struensees og Enevold Brandts parterede kroppe hang på hjul og stejle efter deres henrettelse 28. april 1772 på Østerfælled. Det menes at deres legemsdele har hængt der i nogle år, til kun knoglerne var tilbage.
Ingen ved, hvor de derefter blev begravet, men nogen havde kravlet op i en stige og trukket en fortand ud af munden på Struensee. I 1895 fandt man ved en udgravning på Enghavevej to skeletter med de løse kranier placeret mellem benene, og da det ene hoved manglede en fortand, antog man, at det kunne dreje sig om netop Struensee og Brandt. De blev så begravet på Vestre Kirkegård. I 1920'erne blev kisterne anbragt i gravkapellet under Sankt Petri Kirke i København. Ifølge Sankt Petri Kirke er de ikke i gravkapellet, men begravet i jorden. Det er aldrig blevet undersøgt, om det virkelig er Struense og Brandts rester.